# 冯云波
冯云波（1967年5月—），河北省滦南县人，中华人民共和国政治人物。

## 生平
1967年5月，冯云波出生在河北省滦南县。
1988年8月，冯云波进入襄阳市老河口市党史办工作。1990年3月，冯云波调到老河口市付家寨镇工作，同年7月出任镇政府办公室副主任，1991年1月出任主任，6月加入中国共产党。1992年10月出任党委办公室主任，一年后兼任党委宣传委员。1996年10月出任共青团老河口市委书记、党组书记。2000年4月，冯云波调任仙人渡镇党委副书记、镇长。4年后又调任孟楼镇党委书记、镇长。2006年11月，冯云波出任襄阳区人民政府副区长。2008年8月，冯云波出任中共襄阳区委常委、宣传部长，2010年11月转任纪委书记。2011年10月，冯云波调任中共保康县委副书记、政法委书记，2015年1月兼任公安局局长。2016年11月，冯云波出任中共保康县委副书记、县人民政府代县长，12月正式担任县长，2021年8月升任县委书记。

### 落马
2024年6月26日，冯云波涉嫌严重违纪违法接受湖北省纪委纪律审查和十堰市监委的监察调查。